# Ciénaga de Oro
Ciénaga de Oro là một khu tự quản thuộc tỉnh Córdoba, Colombia. Thủ phủ của khu tự quản Ciénaga de Oro đóng tại Ciénaga de Oro Khu tự quản Ciénaga de Oro có diện tích 644 ki lô mét vuông. Đến thời điểm ngày 28 tháng 5 năm 2005, khu tự quản Ciénaga de Oro có dân số 37271 người.